# Théo Verwilghen
Pour les articles homonymes, voir Verwilghen.
Theodorus Cornellius Verwilghen, dit Théo ou Teddy, né à Saint-Nicolas le 8 mai 1920 et mort le 29 janvier 1998, est un architecte aquarelliste belge, et professeur à l'Académie des beaux-arts de Kinshasa,, appelé « le chantre de l'Afrique ».